# Alcalinitat

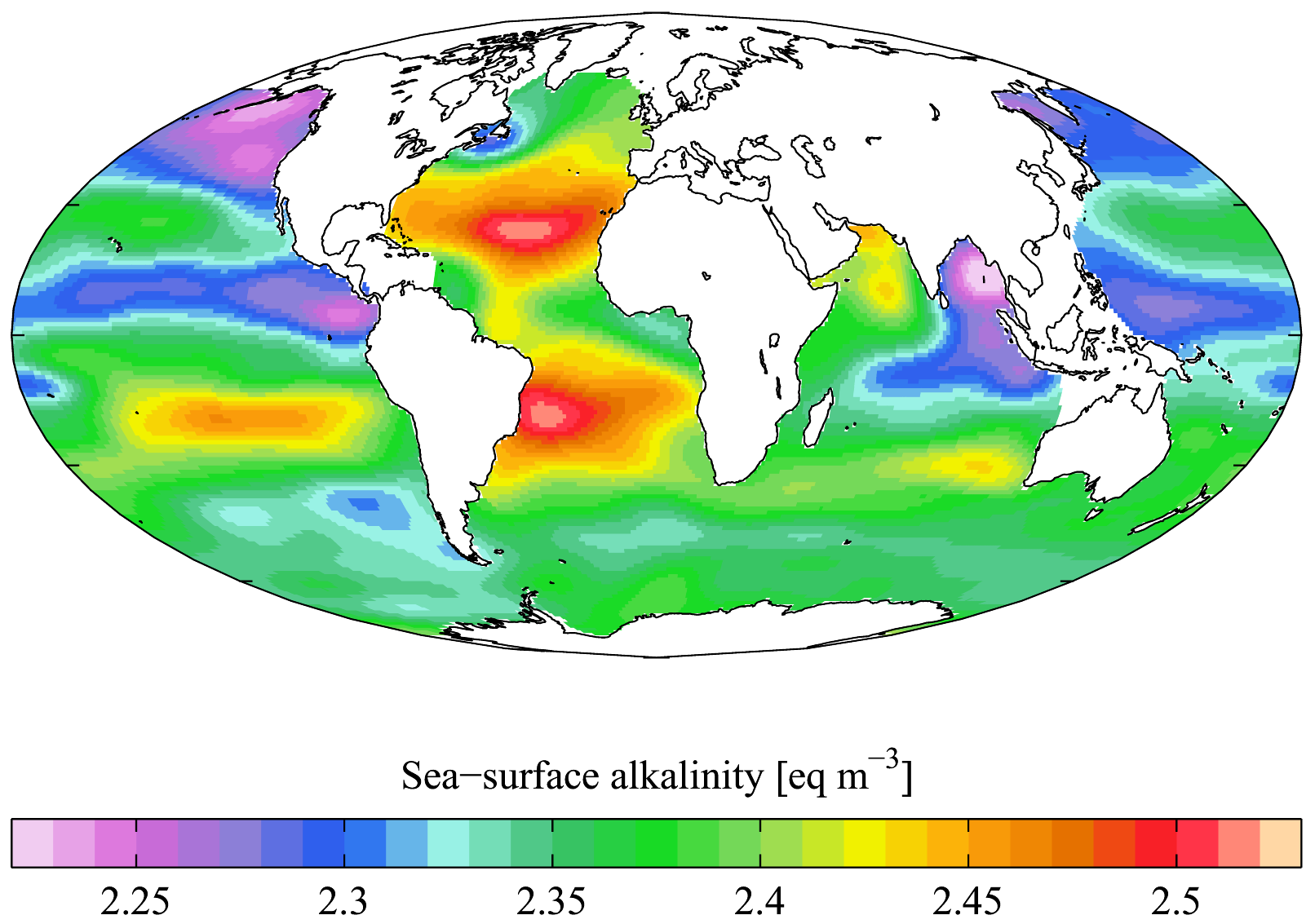
Mitjana anual de l'alcalinitat de la superfície del mar (de la climatologia GLODAP).

L'alcalinitat o AT és una mesura de la capacitat d'una solució per a neutralitzar els àcids als punts d'equivalència del carbonat o l'hidrogencarbonat. Aquesta està molt relacionada amb la capacitat de neutralització àcida (CNA) d'una solució, i molt sovint s'utilitza aquest terme incorrectament per a referir-s'hi. La capacitat de neutralització àcida es refereix a la combinació de la solució i els sòlids (ex., matèria en suspensió, o sòlids aqüífers), i en alguns casos la contribució dels sòlids pot dominar la CNA (p. ex., amb els minerals carbonats).
L'alcalinitat és igual a la suma estequiomètrica de les bases en solució. En el medi natural, l'alcalinitat dels hidrogencarbonats acostuma a representar la major part d'aquesta a causa de l'habitual presència i dissolució de roques carbonatades i del diòxid de carboni de l'atmosfera. Altres components naturals també hi contribueixen, com ara els borats, hidròxids, fosfats, silicats, nitrats, amoníac dissolt, les bases conjugades d'àcids orgànics i els sulfurs. L'alcalinitat normalment es mesura en mEq/l (mil·liequivalents per litre).
L'alcalinitat sovint s'intercanvia equivocadament amb la basicitat. Per exemple, pot abaixar-se el pH d'una solució amb l'addició de CO₂. Això en reduirà la basicitat, però l'alcalinitat romandrà igual.

## Tractament teòric de l'alcalinitat
A les aigües subterrànies o marines, l'alcalinitat es mesura com:
AT = [HCO₃−]T + 2[CO₃−2]T + [B(OH)₄−]T + [OH−]T + 2[PO₄−3]T + [HPO₄−2]T + [SiO(OH)₃−]T − [H+]sws − [HSO₄−]
(El subíndex T la concentració total d'espècies en la solució tal com són mesurades. Això contrasta amb la concentració lliure, que té en compte les interaccions d'enllaç iònic que tenen lloc a l'aigua marina. L'alcalinitat pot mesurar-se valorant una mostra amb un àcid fort fins que tota la capacitat amortidora dels ions abans esmentats es consumeixi per sobre del pH de l'hidrogencarbonat. Aquest punt es defineix a un pH de 4,5, en el qual totes les bases d'interès ja s'han protonat a espècies de nivell zero i ja no poden provocar més alcalinitat. Per exemple, la següent reacció es dona durant l'addició d'un àcid a una solució típica d'aigua marina:
HCO₃− + H+ → CO₂ + H₂O
CO₃−2 + 2H+ → CO₂ + H₂O
B(OH)₄− + H+ → B(OH)₃ + H₂O
OH− + H+ → H₂O
PO₄−3 + 2H+ → H₂PO₄−
HPO₄−2 + H+ → H₂PO₄−
[SiO(OH)₃−] + H+ → [Si(OH)₄0]
Com pot veure's de les reaccions de protonació anteriors, la majoria de les bases consumeixen un protó (H+) per a esdevenir llavors espècies neutres, i així augmentar l'alcalinitat d'un per equivalent. L'CO₃2-, per altra banda, consumirà dos protons abans d'esdevenir una espècie de nivell zero (CO₂), augmentant així l'alcalinitat de dos per cada mol de CO₃−2. L'H+ i l'[HSO₄−] redueixen l'alcalinitat, perquè actuen com a fonts de protons. Sovint es representen en conjunt com H+T.
L'alcalinitat es mesura típicament com mg/l de CaCO₃. Pot fàcilment convertir-se en miliequivalents per litre (mEq/l) dividint-ho per 50 (el pes molecular aproximat del CaCO₃/2).
Segons la Generalitat de Catalunya els nivells acceptats per a l'aigua de xarxa estan entre 75 i 250 ppm de CaCO₃. 
Uns exemples de T.A.C. són: al Pla de l'Estany, a l'Estanyol de la Cendra dins el municipi de Banyoles, trobaríem uns nivells de 553,02 ppm de CaCO₃; o a la Font de l'Erola, a les Llosses (Ripollès), on hi ha un nivell de 287,35 ppm de CaCO3 amb una forta presència d'ions hidrogenarbonat. A la zona d'Orriols, en una abandonada bassa de reg l'alcalinitat mesurada en ppm de CaCO3 és de 133,91. 

## Constant de basicitat
Es defineix la Constant de basicitat com el producte de la constant de concentracions per la concentració d'aigua.
Una base és una substància que conté el grup OH i produeix el ió hidròxid, OH-, en solució aquosa.
B + H₂O ↔ HB+ + OH-
El valor determinat per la constant d'equilibri Kb estableix la capacitat de protonació d'una base en aigua.
Kb = [HB+ · OH-] / [B]
El valor de la Kb és independent a les concentracions dels compostos en equilibri.
També hem de tenir en compte que la relació entre la constant de basicitat i la d'acidesa estableix que: 
Ka·Kb= [H3O+][OH-]= Kw
Per tant, podem deduir que Kb = Kw / Ka